# Henning Christophersen
Henning Christophersen (Kopenhagen, 8 november 1939 – Brussel, 31 december 2016) was een Deens politicus van de liberale partij Venstre. Hij was vicevoorzitter van de Europese Commissie, Deens minister en partijvoorzitter.

## Loopbaan
In 1965 voltooide hij zijn studies in de politieke wetenschappen aan de Universiteit van Kopenhagen.
Hij zetelde van 1971 tot 1984 als volksvertegenwoordiger voor Venstre in het Folketing.
Van 1978 tot 1984 was hij de partijvoorzitter van Venstre, de Deense liberale partij.
Van 1978 tot 1979 was hij minister van buitenlandse zaken van Denemarken. Van 1982 tot 1984 was hij Deens vicepremier en minister van Financiën.
Van 1985 tot 1989 was hij in de Europese commissie-Delors I commissaris van Begroting, Controle, Personeel en Administratie. Van 1989 tot 1993 was hij in de commissie-Delors II vicevoorzitter met de portefeuilles Economische en Financiële zaken en Structuurfondsen. Van 1993 tot 1995 was hij in de commissie-Delors III vicevoorzitter en commissaris van Eurostat.
In 1992 was hij als Deens Europees commissaris medeoprichter van de Oostzeeraad. Van 1996 tot 2013 was hij voorzitter van de raad van bestuur van het European Institute of Public Administration. Van 2002 tot 2003 maakte hij deel uit van de Conventie over de Toekomst van Europa.
Hij was voorzitter van de raad van bestuur van de Metro van Kopenhagen.
Henning Christophersen overleed op Oudjaarsdag 2016 op 77-jarige leeftijd.
- Gemeinsame Normdatei: 170105202
- International Standard Name Identifier: 0000 0003 8162 2081
- Library of Congress Control Number: no98066422
- Parlement.com: vi2globs34zv
- Système universitaire de documentation: 091296862
- Virtual International Authority File: 8569149108629368780003

 Martin Bangemann ·  Leon Brittan ·  Hans van den Broek ·  Henning Christophersen ·  Jacques Delors ·  João de Deus Pinheiro ·  Pádraig Flynn ·  Manuel Marín ·  Abel Matutes* ·  Karel Van Miert ·  Bruce Millan ·  Marcelino Oreja ·  Ioannis Paleokrassas ·  Antonio Ruberti ·  Peter Schmidhuber ·  Christiane Scrivener ·  René Steichen ·  Raniero Vanni d'Archirafi
 * afgetreden 
 Frans Andriessen ·  Martin Bangemann ·  Leon Brittan ·  António Cardoso e Cunha ·  Henning Christophersen ·  Christiane Scrivener ·  Jacques Delors ·  Jean Dondelinger ·  Ray MacSharry ·  Manuel Marín ·  Abel Matutes ·  Karel Van Miert ·  Bruce Millan ·  Filippo Maria Pandolfi ·  Vasso Papandréou ·  Carlo Ripa di Meana ·   Peter Schmidhuber 

 Frans Andriessen ·  António Cardoso e Cunha ·  Claude Cheysson ·  Henning Christophersen ·  Stanley Clinton Davis ·  Arthur Francis Cockfield ·  Willy De Clercq ·  Jacques Delors ·  Manuel Marín ·  Abel Matutes ·  Nicolas Mosar ·  Karl-Heinz Narjes ·  Lorenzo Natali ·  Alois Pfeiffer* ·  Carlo Ripa di Meana ·   Peter Schmidhuber ·  Peter Sutherland ·  Grigoris Varfis 
  *overleden 